# تكامل مثلثي
في الرياضيات، التكاملات المثلثية (بالإنجليزية: Trigonometric integrals)‏ هي إحدى عائلات التكامل التي تطبق على الدوال المثلثية. هناك عدد من التكاملات المثلثية الرئيسية تمت مناقشتها في قائمة تكاملات الدوال المثلثية.

## تكامل الجيب

رسم بياني لتكامل الجيب Si(x) عندما يكون.

هناك تعريفين مختلفين لتكامل الجيب و هما:
{\displaystyle {\rm {Si}}(x)=\int _{0}^{x}{\frac {\sin t}{t}}\,dt}
{\displaystyle {\rm {si}}(x)=-\int _{x}^{\infty }{\frac {\sin t}{t}}\,dt}
حيث {\displaystyle {\rm {Si}}(x)} هو أصل {\displaystyle \sin x/x} و التي تكون صفراً عندما {\displaystyle x=0}; و {\displaystyle {\rm {si}}(x)} هو أصل {\displaystyle \sin x/x} و التي تكون صفراً عندما {\displaystyle x=\infty }. يكون لدينا:
{\displaystyle {\rm {si}}(x)={\rm {Si}}(x)-{\frac {\pi }{2}}}
لاحظ بأن {\displaystyle {\frac {\sin t}{t}}} هي دالة الجيب الجوهري (Sinc function) و هي أيضاً دالة بيسيل الكروية الرقم صفر.
عندما يكون {\displaystyle x=\infty }, فأنه يُعرف باسم تكامل ديريكليه [الإنجليزية].
في معالجة الإشارة، تسبب الاهتزازات الناتجة من التكامل الجيبي بعض تجاوزات الحد و المصنوعات الرنينية [الإنجليزية] (Ringing artifacts) عند استعمال مرشح جيبي جوهري [الإنجليزية] (Sinc filter)، وتسبب رنين مجال التردد إذا تم استعمال مرشح جيبي جوهري منقوص مثل مرشح الترددات المنخفضة (low-pass filter).
إن ظاهرة غيبس [الإنجليزية] (Gibbs phenomenon) هي ظاهرة لها علاقة بهذا الموضوع: فعند اعتبار دالة الجيب الجوهرية مرشحاً للترددات المنخفضة، فأنها توازي النقص الحادث في متسلسلة فورييه، مما يؤدي إلى ظاهرة غيبس.

## تكامل جيب التمام

رسم بياني لتكامل جيب التمام Si(x) عندما يكون.

هناك تعاريف مختلفة لتكامل جيب التمام وهي:
{\displaystyle {\rm {Ci}}(x)=\gamma +\ln x+\int _{0}^{x}{\frac {\cos t-1}{t}}\,dt}
{\displaystyle {\rm {ci}}(x)=-\int _{x}^{\infty }{\frac {\cos t}{t}}\,dt}
{\displaystyle {\rm {Cin}}(x)=\int _{0}^{x}{\frac {1-\cos t}{t}}\,dt}
حيث {\displaystyle {\rm {ci}}(x)} هو أصل {\displaystyle \cos x/x} و التي تكون صفراً عندما {\displaystyle x=\infty }. يكون لدينا:
{\displaystyle {\rm {ci}}(x)={\rm {Ci}}(x)\,}
{\displaystyle {\rm {Cin}}(x)=\gamma +\ln x-{\rm {Ci}}(x)\,}

## تكامل الجيب الزائدي
يعرّف تكامل الجيب الزائدي كالتالي:
{\displaystyle {\rm {Shi}}(x)=\int _{0}^{x}{\frac {\sinh t}{t}}\,dt={\rm {shi}}(x).}

## تكامل جيب التمام الزائدي
يعرّف تكامل جيب التمام الزائدي كالتالي:
{\displaystyle {\rm {Chi}}(x)=\gamma +\ln x+\int _{0}^{x}{\frac {\cosh t-1}{t}}\,dt={\rm {chi}}(x)}
حيث أن {\displaystyle \gamma } هو ثابتة أويلر-ماسكيروني.

## لولب نيلسن

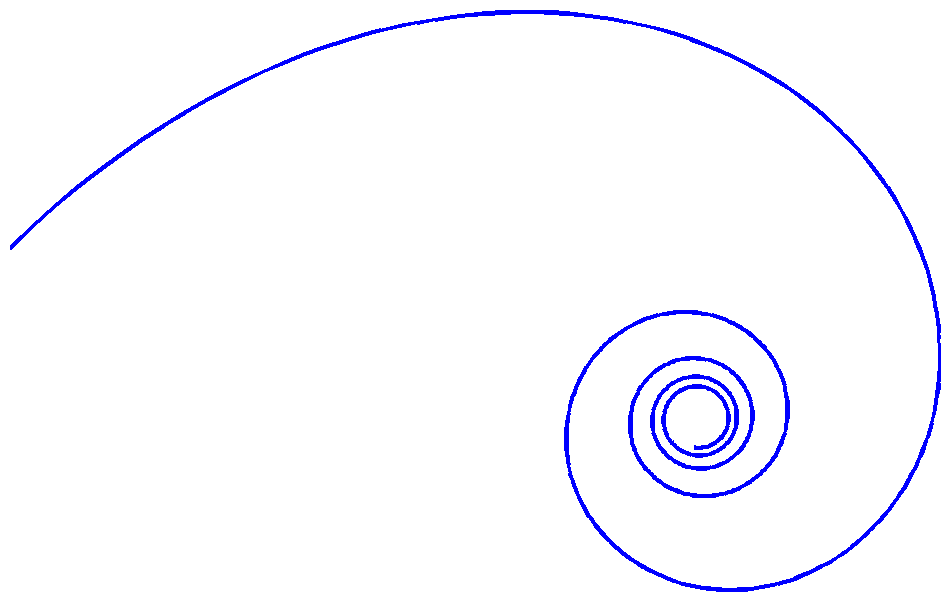
رسم مجسم نيلسن اللولبي

في الرياضيات, لولب نيلسن (بالإنجليزية: Nielsen's spiral)‏, و يسمى أيضاً باللولب المتحصل عليه عن طريق مكاملة الجيب وجيب التمام (بالإنجليزية: sici spiral)‏، هو لولب معادلاته الوسيطية:
{\displaystyle x=a\,{\mbox{ci}}\,t\,}
{\displaystyle y=a\,{\mbox{si}}\,t\,}
حيث يكون "ci" هو تكامل جيب التمام و "si" هو تكامل الجيب.
هذا الرسم جدير بالذكر ذلك لأن انحنائها تتزايد بنسبة ثابنة بمقدار طولها.

## تفكيك
هناك العديد من طرق التفكيك يمكن استخامها لتقدير التكاملات المثلثية, و ذلك يعتمد على مدى المتغير.

### سلسلة تقاربية (لمتغير كبير)
{\displaystyle {\rm {Si}}(x)={\frac {\pi }{2}}-{\frac {\cos x}{x}}\left(1-{\frac {2!}{x^{2}}}+...\right)-{\frac {\sin x}{x}}\left({\frac {1}{x}}-{\frac {3!}{x^{3}}}+...\right)}
{\displaystyle {\rm {Ci}}(x)={\frac {\sin x}{x}}\left(1-{\frac {2!}{x^{2}}}+...\right)-{\frac {\cos x}{x}}\left({\frac {1}{x}}-{\frac {3!}{x^{3}}}+...\right)}
هذه السلاسل متباعدة, على الرغم من أنه يمكن أن تُستعمل لتخمين أو حتى لأختيار القيم بشكل دقيق عندما يكون {\displaystyle ~{\rm {Re}}(x)\gg 1~}.

### متسلسلات التقارب
{\displaystyle {\rm {Si}}(x)=\sum _{n=0}^{\infty }{\frac {(-1)^{n}x^{2n+1}}{(2n+1)(2n+1)!}}=x-{\frac {x^{3}}{3!\cdot 3}}+{\frac {x^{5}}{5!\cdot 5}}-{\frac {x^{7}}{7!\cdot 7}}\pm \cdots }
{\displaystyle {\rm {Ci}}(x)=\gamma +\ln x+\sum _{n=1}^{\infty }{\frac {(-1)^{n}x^{2n}}{2n(2n)!}}=\gamma +\ln x-{\frac {x^{2}}{2!\cdot 2}}+{\frac {x^{4}}{4!\cdot 4}}\mp \cdots }
هذه السلاسل متقاربة عند جميع قيم {\displaystyle ~x~} المعقدة, على الرغم من أنه إذا كان {\displaystyle |x|\gg 1} يكون إيجاد القيم بطيئاً للغاية و مع ذلك فأنها ليست دقيقة, و ذلك في جميع الأحوال.

## العلاقة معالتكامل الأسيللمتغير العقدي
تُسمى الدالة {\displaystyle {\rm {E}}_{1}(z)=\int _{1}^{\infty }{\frac {\exp(-zt)}{t}}{\rm {d}}t\qquad ({\rm {Re}}(z)\geq 0)} بالتكامل الأسي. لهذه الدالة علاقة وثيقة بتكاملات الجيب و جيب التمام:
{\displaystyle {\rm {E}}_{1}({\rm {i}}\!~x)=i\left(-{\frac {\pi }{2}}+{\rm {Si}}(x)\right)-{\rm {Ci}}(x)=i~{\rm {si}}(x)-{\rm {ci}}(x)\qquad (x>0)}
بما أن كل دالة متضمنة في هذه المعادلة هي دالة تحليلية عدا المقطع التي يكون فيها قيم المتغير سالبة,
ينبغي على مساحة صحة العلاقة أن تُوسع إلى {\displaystyle {\rm {Re}}(x)>0}.
(من هذا المدى, يمكن أن تظهر الحدود التي تكون عبارة عن عوامل صحيحية للعدد {\displaystyle \pi } في هذه العبارة الجبرية).